# 霍斯特·克勒
霍斯特·克勒（德語： 發音ⓘ；1943年2月22日—2025年2月1日），德國政治人物、經濟學家。於2004年7月1日至2010年5月31日擔任德国聯邦总统。

## 生平
克勒的父母是比薩拉比亞德意志人。在1940年移民之前，他的父母住在比薩拉比亞北部的德國人聚居地勒什卡尼，後來又搬到了當時被德國佔領的波蘭總督府。霍斯特·克勒出生于德佔波兰時期的斯凯尔别舒夫（當時稱海登施泰因），在八个兄弟姐妹排行第七。1945年1月為躲避蘇聯紅軍而随家人逃難至德國本土，先停留於萊比錫，1953年經由西柏林逃往西德，於路德維希堡定居。1965年進入蒂宾根大学攻讀經濟學與政治學，1977年獲经济學博士学位。
- 1968年在德国西南部的蒂宾根应用经济研究所担任报告起草人。
- 1976年离开研究所进入德国经济部。1981年加入德国北部的石勒苏益格-荷尔斯泰因州政府总理的行政團隊。
- 1982年10月科尔擔任德国聯邦总理期間，在财政部任部長辦公室主任。
- 1990年至1993年任德国财政部副部长。
- 1993年至1998年任德国储蓄银行协会主席。
- 1998年9月任欧洲复兴开发银行行长。
- 2000年5月任国际货币基金组织总裁兼执行董事会主席。
- 2004年3月4日，被提名为德国聯邦总统候选人，而辞去国际货币基金组织总裁职务。
- 2004年5月，当选为战后德意志联邦共和国第九届联邦总统，7月1日就职。
- 2010年5月31日，因有關海外驻军政策的言論而受到批评，进而辭去總統一職。

妻子為埃娃·克勒，他们有两个孩子。 
曾多次访华。克勒重视对华关系，在担任国际货币基金组织总裁期间，曾于2000年、2001年、2002年和2003年4次访华。2007年5月对中国进行国事访问，与胡锦涛、温家宝、曾庆红等人会谈。2008年9月，克勒出席北京残奥会开幕式及相关活动。2025年2月1日因病逝世。

## 荣誉

### 德國勋章奖章
- 巴登-符騰堡功勳勳章 (2002)
- 德意志联邦共和国功绩勋章 (2004)

### 外国勋章奖章
- 奧地利共和國傑出服務勳章 (2003)[3]
- 維陶塔斯大帝勳章 (19 October 2005)[4]
- 白鷹勳章 (2005)
- 大十字騎士附頸飾義大利共和國功績勳章 (15 March 2006)[5]
- 芬兰白玫瑰大十字勋章附颈饰 (2007)[6]
- 尼德蘭雄獅勳章 (2007)[7]
- Knight Grand Cross of the Order of St. Olav (15 October 2007)[8]
- Grand Collar of the Order of Prince Henry (2 March 2009)[9]